# Laguna Beach (Californie)
Laguna Beach est une ville côtière du sud du comté d'Orange en Californie, située à une quarantaine de kilomètres au sud-est du centre de Santa Ana et à 1 heure et 15 min de Los Angeles.

## Histoire
Laguna Beach fut incorporée au comté d'Orange en 1927. La même année le premier bar gay de la ville, le South Seas, ouvre ses portes. Plus tard rebaptisé Boom Boom Room, il est demeuré ouvert jusqu'en 2007.

## Géographie

Vue aérienne du nord de Laguna Beach en août 2015.

La superficie de Laguna Beach est de 25,2 km2, avec 22,9 km2 à terre et 2,3 km2 en mer.
La ville est située dans le sud de l'Orange county, à 1 heure et 15 min de Los Angeles, et à 1 heure 30 min de la ville de San Diego.

## Climat

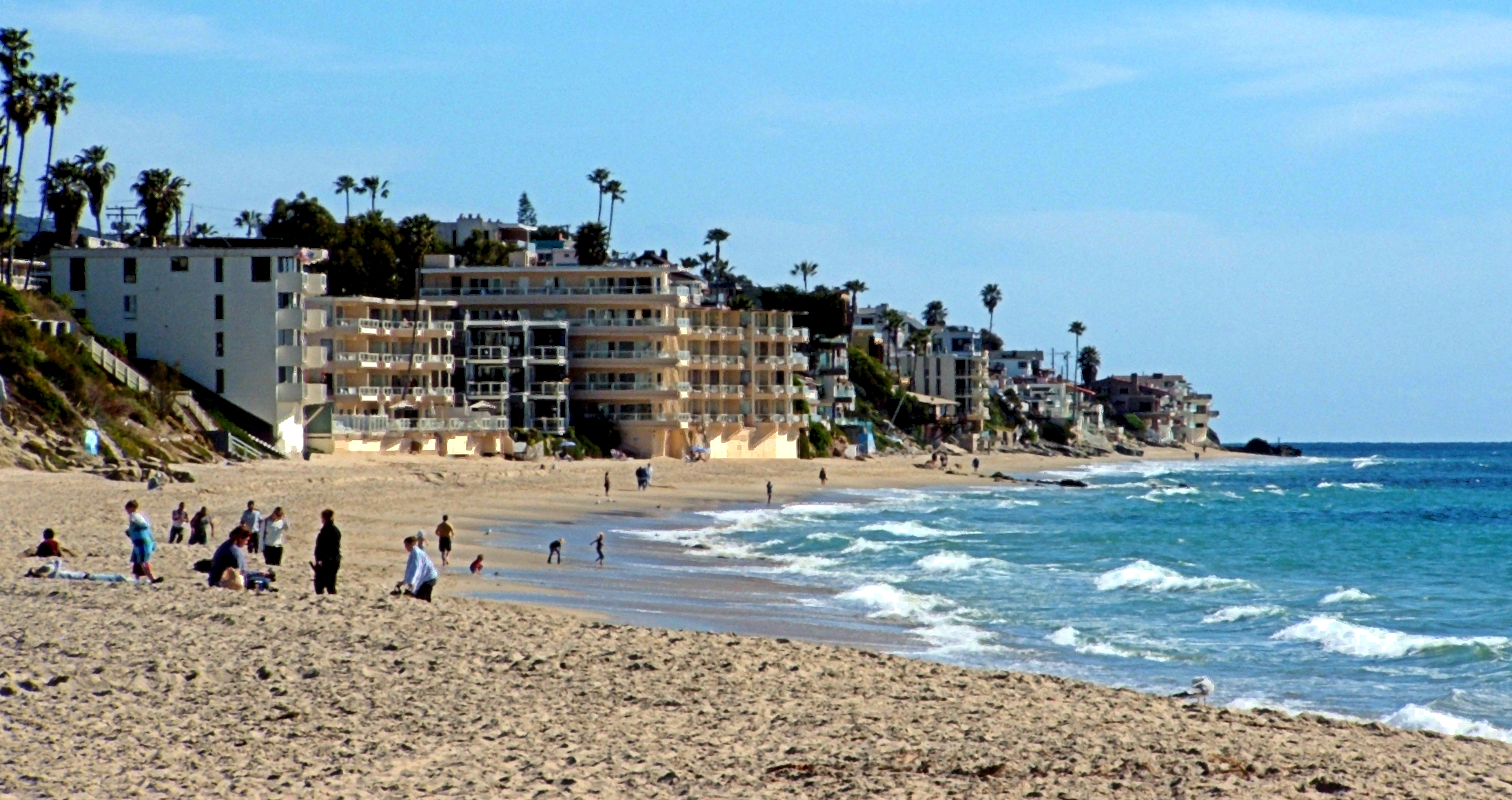
Ensemble résidentiel sur la plage de Laguna Beach.

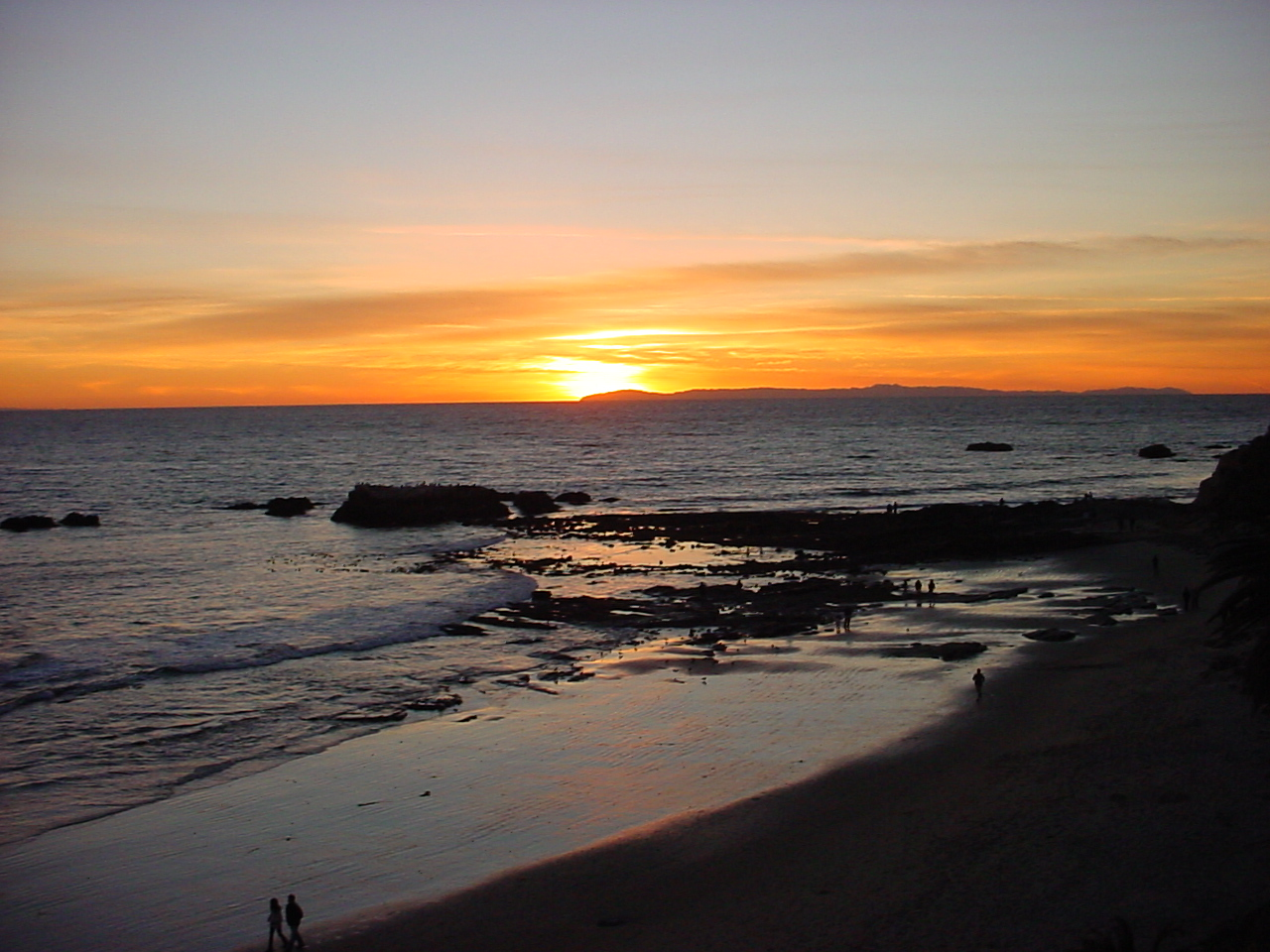
Coucher de soleil de Laguna Beach

Laguna Beach a un climat méditerranéen doux avec un ensoleillement abondant toute l'année. La température maximale moyenne quotidienne varie de 20 °C (20 °C) en janvier à 27 °C (26,6 °C) en août. Les précipitations annuelles moyennes sont relativement faibles, atteignant 344 mm. La température moyenne de l'eau dans les océans varie d'environ 15 °C (15 °C) en février à 20 °C (20 °C) en août ; avec des températures de l’eau allant du début à la mi-septembre, atteignant souvent les 22 °C. Cependant, les températures de surface de l'océan le long des plages de Laguna Beach peuvent varier de plusieurs degrés par rapport à la moyenne, en fonction des vents du large, de la température de l'air et du soleil. 

## Démographie
| Groupe            | Laguna Beach | Californie | États-Unis |
| ----------------- | ------------ | ---------- | ---------- |
| Blancs            | 90,9         | 57,6       | 72,4       |
| Asiatiques        | 3,6          | 13,1       | 4,8        |
| Métis             | 2,9          | 4,9        | 2,9        |
| Autres            | 1,6          | 17,4       | 6,4        |
| Afro-Américains   | 0,8          | 6,2        | 12,6       |
| Amérindiens       | 0,3          | 1,0        | 0,9        |
| Total             | 100          | 100        | 100        |
|                   |              |            |            |
| Latino-Américains | 7,3          | 37,6       | 16,7       |

En 1985, une estimation pose que les personnes homosexuelles représentent 18 à 30 % de la population de la ville.
Selon l'American Community Survey pour la période 2010-2014, 86,25 % de la population âgée de plus de 5 ans déclare parler l'anglais à la maison, 4,21 % déclare parler l'espagnol, 1,29 % le vietnamien, 1,21 % l'allemand, 1,20 % le français, 0,63 % le persan, 0,52 % l'hébreu et 4,69 % une autre langue.
Le revenu par habitant était en moyenne de 80 303 dollars par an entre 2012 et 2016, largement supérieur à la moyenne de la Californie (31 458 dollars) et à la moyenne nationale (29 829 dollars). Sur cette même période, 7,4 % des habitants de Laguna Beach vivaient sous le seuil de pauvreté (contre 14,3 % dans l'État et 12,7 % à l'échelle des États-Unis).
| 1930  | 1940  | 1950  | 1960  | 1970   | 1980   |
| ----- | ----- | ----- | ----- | ------ | ------ |
| 1 981 | 4 460 | 6 661 | 9 288 | 14 550 | 17 858 |

| 1990   | 2000   | 2010   | - | - | - |
| ------ | ------ | ------ | - | - | - |
| 23 170 | 23 727 | 22 723 | - | - | - |

## Jumelages
Menton (France)

## Festivals
La ville accueille chaque été le Festival of Arts, rassemblant artistes et collectionneurs. Mais l'événement doit surtout sa réputation à une exposition unique de statues vivantes, le Pageant of the Masters. Les volontaires locaux, maquillés et déguisés, prennent la pose en imitant des œuvres d'art célèbres au cours d'une représentation unique.
Le Sawdust Art Festival, autre évènement annuel, anime la ville chaque été. Les artistes locaux y exposent leurs créations (peinture, sculpture, artisanat) dans un « village » monté pour l'occasion.

## Sport
Laguna Beach est la ville mondiale du skimboard, discipline qui aurait été inventée dans cette ville de Californie au milieu du XXe siècle par un maître nageur sauveteur.

## Série TV
La ville sert de décor depuis 2004 au programme de télévision de MTV Laguna Beach: The Real Orange County, très populaire parmi la jeunesse américaine, conférant ainsi à la ville une nouvelle aura.

## Personnalités
- Abby Williams Hill, peintre, a résidé à Laguna Beach et y est décédé en 1943
- Lindsay Davenport, championne de tennis, réside à Laguna Beach
- Marc Laidlaw, auteur de romans de science-fiction et d'horreur, a résidé à Laguna Beach
- Lucienne de Saint-Mart, artiste-peintre née en 1866 à Laval (Mayenne) est morte à Laguna Beach en 1953
- Leon Ames, acteur, décède à Laguna Beach en 1993
- Lauren Conrad, styliste et actrice, a résidé à Laguna Beach
- Stephen Colletti, acteur (Les Frères Scott), né à Laguna Beach.
- Alyson Noël, autrice de romans pour adolescents, réside à Laguna Beach
- Ty Segall, chanteur et guitariste de rock garage, est né à Laguna Beach en 1987